# Ljudmila Očeretná
Ljudmila Alexandrovna Očeretná, dříve Putinová, rozená Škrebněvová (rusky Людмила Александровна Очеретная, Людми́ла Алекса́ндровна Путина, (Шкребнева); * 6. ledna 1958, Kaliningrad, Sovětský svaz) je bývalá manželka prezidenta Ruské federace Vladimira Putina.

## Život
Vystudovala španělštinu a francouzštinu na Leningradské státní univerzitě. Dne 28. července 1983 se provdala za Vladimira Putina a má s ním dcery Marii (narozena 1985) a Jekatěrinu (1986).
V roce 2013 bylo veřejně oznámeno jejich odloučení a o rok později (2014) potvrzen jejich rozvod. Na jaře roku 2015 se znovu vdala, jejím novým manželem se stal Artur Očeretnyj.

## Ocenění
- 2002 – obdržela Cenu Jakoba Grimma (Jacob-Grimm-Preis) za popularizaci němčiny v RF.[8][9]

## Zajímavost
- Hovoří velice dobře německy.[10]